# Forfatterlexikon omfattende Danmark, Norge og Island indtil 1814
Forfatterlexikon omfattende Danmark, Norge og Island indtil 1814 udkom mellem 1924-1939 og er et forfatterleksikon i 13 bind, der omfatter alle forfattere i den danske helstat indtil 1814.
Det var bibliotekaren Holger Ehrencron-Müller, som gennem 25 år havde arbejdet på værket indtil 1924, hvor det første bind udkom. Herefter udkom et bind om året frem til 1935. Et supplementsbind II udkom i 1939. 
Bindene I-IX indeholder forfattere inddelt alfabetisk, foruden at 9. bind også indeholder et Supplement. Hver forfatter har en artikel med en kort biografi og indeholder desuden en bibliografi over de udgivne værker af forfatteren, inklusive eventuelle anmeldelser af dem. 
Artiklen om Ludvig Holberg var blevet udskudt, fordi materialet omkring denne forfatter var større end beregnet. Det lykkedes derfor Ehrencron-Müller at få finansieret et Supplement til Forfatterlexikonnet, som udelukkende skulle være en Holberg-bibliografi. Materialet hertil svulmede dog så meget op, at det kom til at fylde 3 bind, således at bind 10-12 kom til at indeholde udelukkende Holberg-bibliografien. 
Forgængeren til dette værk var Rasmus Nyerups Almindeligt Litteraturlexikon for Danmark, Norge, og Island (1818-19), men som Ehrencron-Müller bemærker i forordet til sit leksikon, så indeholder Ehrencron-Müllers leksikon langt flere forfattere end Nyerups. Alene under bogstavet H kunne Ehrencron-Müller konstatere, at hans værk indeholdt "over 300 Forfattere, der end ikke nævnes hos Nyerup.".
Grunden til, at årstallet 1814 blev valgt som skillelinje, var, at Thomas Hansen Erslews Almindeligt Forfatterlexicon for Kongeriget Danmark med tilhørende Bilande fra 1814 dækkede perioden efter 1814 (og forfattere, der endnu levede i 1814, blev også optaget i Erslews værk og således ikke optaget i Ehrencron-Müllers med andet end en henvisning til Erslew.).
Ehrencron-Müllers Forfatterlexikon er i dag sammen med Bibliotheca danica stadig et af de vigtigste bibliografiske værktøjer, når det gælder dansk litteratur fra de ældre perioder.

## Henvisning
1. ↑  Forfatterlexikon, 1924, bind I, Forordet